# Xicohténcatl

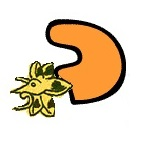
Escritura gráfica del nombre Xicohténcatl

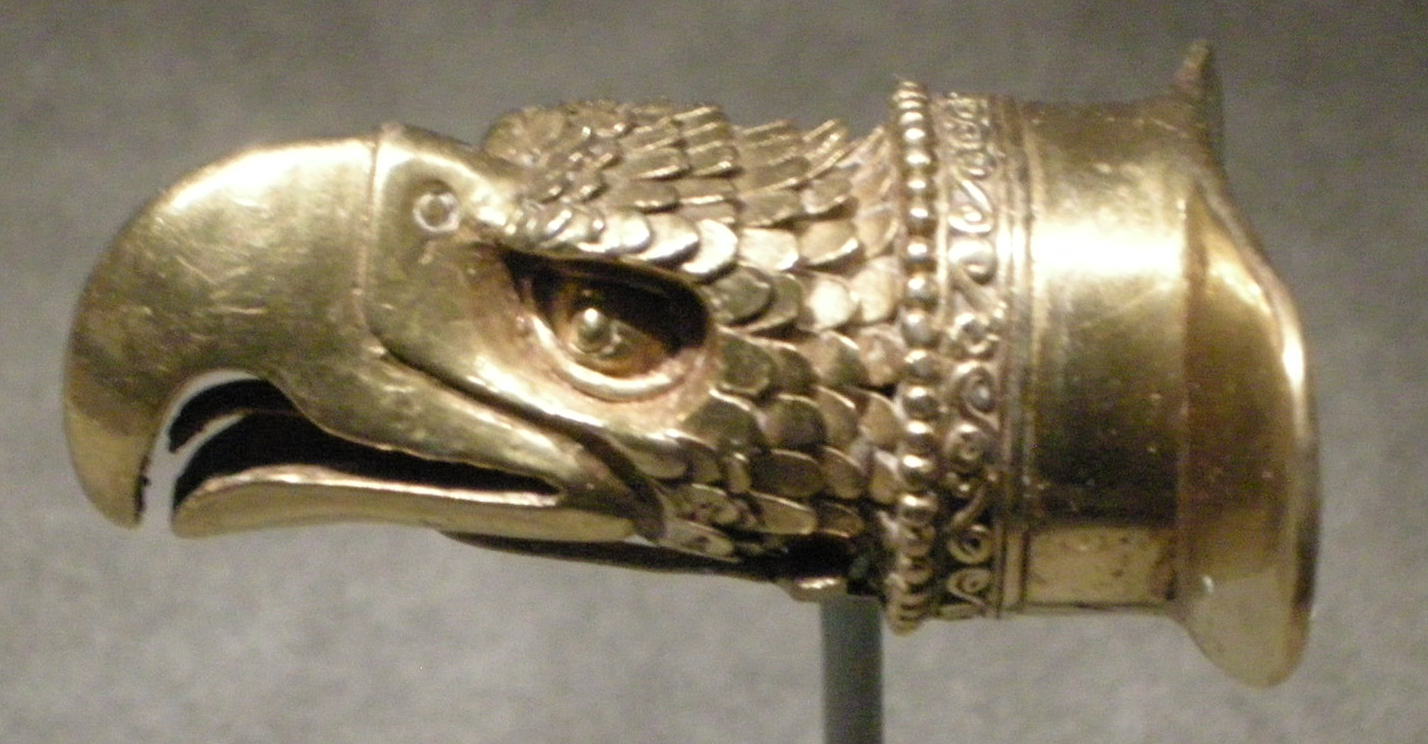
Ornamento labial en forma de cabeza de águila de la cultura mixteca-mexica, elaborado en oro, 1200-1521 d. C.

Xicohténcatl Axayacatzin, también Xicohténcatl el joven (1484 - 12 de mayo de 1521), fue un guerrero tlaxcalteca nacido en Tizatlán, uno de los cuatro señoríos de Tlaxcallan o la nación tlaxcalteca, actual territorio del estado de Tlaxcala, en México. Inicialmente combatió a los conquistadores españoles y, al no poder vencerlos, los caciques de Tlaxcala lo conminaron a aceptar una alianza con los extranjeros. Sin embargo, su certeza de que serían derrotados por los mexicas lo hizo desertar el 12 de mayo de 1521, antes de partir hacia la conquista de Tenochtitlan, motivo por el cual fue ejecutado por órdenes de Hernán Cortés. 

## Nombre
Su nombre alude al jicote (xicohtli) y el borde (-tenco). Los cronistas de Indias transcribieron su nombre como Xicotenga, y lo llamaron «el Mozo» para distinguirlo de su padre, Huehue Xicohténcatl, el señor de Tizatlán.
La escritura gráfica se compone del símbolo xicohtli, abejorro, y de unos labios, tentli, que sirven de símbolo mnemotécnico de tentetl, "bezote, adorno de labios", de donde Xicohténcatl, "el que usa un bezote con forma de abejorro". Otro posible significado, emanado también de los términos "xicohtli" abejorro y "tentli" orilla, lo traduce como "el que está junto al jicote".

## Descripción física
«Era este Xicotenga alto de cuerpo y de grande espalda y bien hecho, y la cara la tenía larga y como hoyosa y robusta; y era de hasta treinta y cinco años y en el parecer mostraba en su persona gravedad»
Bernal Díaz del Castillo, Cap.LXXIII

## Biografía
Originario de Tizatlán, en la República de Tlaxcallan, nacido a finales del siglo XV. Su padre era Xicohténcatl el viejo. A la llegada de los españoles fungió como general en jefe de los ejércitos de la parcialidad de Tizatlan.

### Enfrentamientos con Cortés
Cuando Hernán Cortés solicitó a los tlaxcaltecas permiso para pasar por su territorio rumbo a Tenochtitlan, mediante la embajada de cuatro principales zempoaltecas, la mayor oposición a dejarlos pasar provino de Xicohténcatl Axayacatzi. Esta postura, contraria a la de Maxixcatzin, señor de Ocotelulco, que optaba por la alianza, decidió los enfrentamientos contra los españoles
El 2 de septiembre de 1519, Xicohténcatl y Chichimecatecuhtli enfrentaron a Cortés en el pueblo de Tecohuactzinco, sin lograr resultados favorables. Al día siguiente, combatió en los llanos del mismo lugar, sin que viesen coronados los esfuerzos de las armas tlaxcaltecas. La deserción de las divisiones de Ocotelulco y las de Tepeticpac, por la rivalidad de Chichimecatecuhtli, disminuyó las fuerzas del Xicohténcatl, quien, pensando que los españoles sólo eran fuertes durante el día, intentó vencerlos en un combate nocturno, con resultados desfavorables.
Ante el cansancio extremo al que se habían visto sometidas las tropas españolas por los continuos embates tlaxcaltecas, Xicohténcatl optó por un ataque más. Pero el senado tlaxcalteca, al evaluar la poca efectividad de los combates anteriores y, sobre todo, ante el inminente riesgo que corrían los poblados cercanos debido a las incursiones nocturnas de los españoles, optó por ofrecer la paz a Cortés, y ordenó a Xicohténcatl Axayacatzin suspender las hostilidades. La paz se hizo en Tecohuactzinco el 17 de septiembre de 1519.

### Alianza con los españoles
Una vez pactada la paz, Hernán Cortés arribó con su ejército a Tizatlán el 23 de septiembre de 1519. Xicohténcatl el viejo les concedió aposento a sus nuevos aliados en su palacio en donde les ofreció diversos presentes. Durante su estancia, se consolidó la alianza entre los tlaxcaltecas y los españoles, y ofrecieron en matrimonio a Tecuelhuetzin, hermana de Xicoténcatl, a Pedro de Alvarado, uno de los capitanes de Cortés.
Un año y medio más tarde, después de que estallaran las hostilidades entre mexicas y españoles;  de que estos últimos fueran derrotados en la batalla de la Noche Triste, Xicohténcatl capitaneó un contingente  tlaxcalteca que desertó en pleno avance sobre Tenochtitlan, capital de los mexicas. Las relaciones entre Cortés y Xicohténcatl Axayacatzin fueron difíciles desde sus primeros contactos.
Xicohténcatl, perteneciente a la facción tlaxcalteca de Tizatlan, tenía fricción no sólo con Maxixcatzin del altépetl de Ocotelulco, sino también con Chichimecatecuhtli, pues se reusaba a rendirse y colaborar con los castellanos. Estas situaciones serían factores en su posterior deserción de las tropas aliadas hispanotlaxcaltecas.

### Muerte
Cuando Cortés estaba en Texcoco, Xicohténcatl abandonó el ejército. Aparentemente, Xicohténcatl avisó a Cortés que Axayacatzin planeaba dar un golpe de Estado en Tlaxcala y arrebatar las tierras de su rival Chichimecatecuhtli, tras lo cual no apoyaría a los españoles si se erigía vencedor, y por ello solicitó a los españoles que lo apresaran y ejecutaran "donde lo hallasen". Cortés envió una partida para prenderlo y ahorcarlo, lo cual se hizo el 12 de mayo de 1521 en tierras vasallas de Texcoco. El cronista Diego Muñoz Camargo cuenta que desertó para encontrarse con una mujer con la que tenía trato.